# Roland Moreno

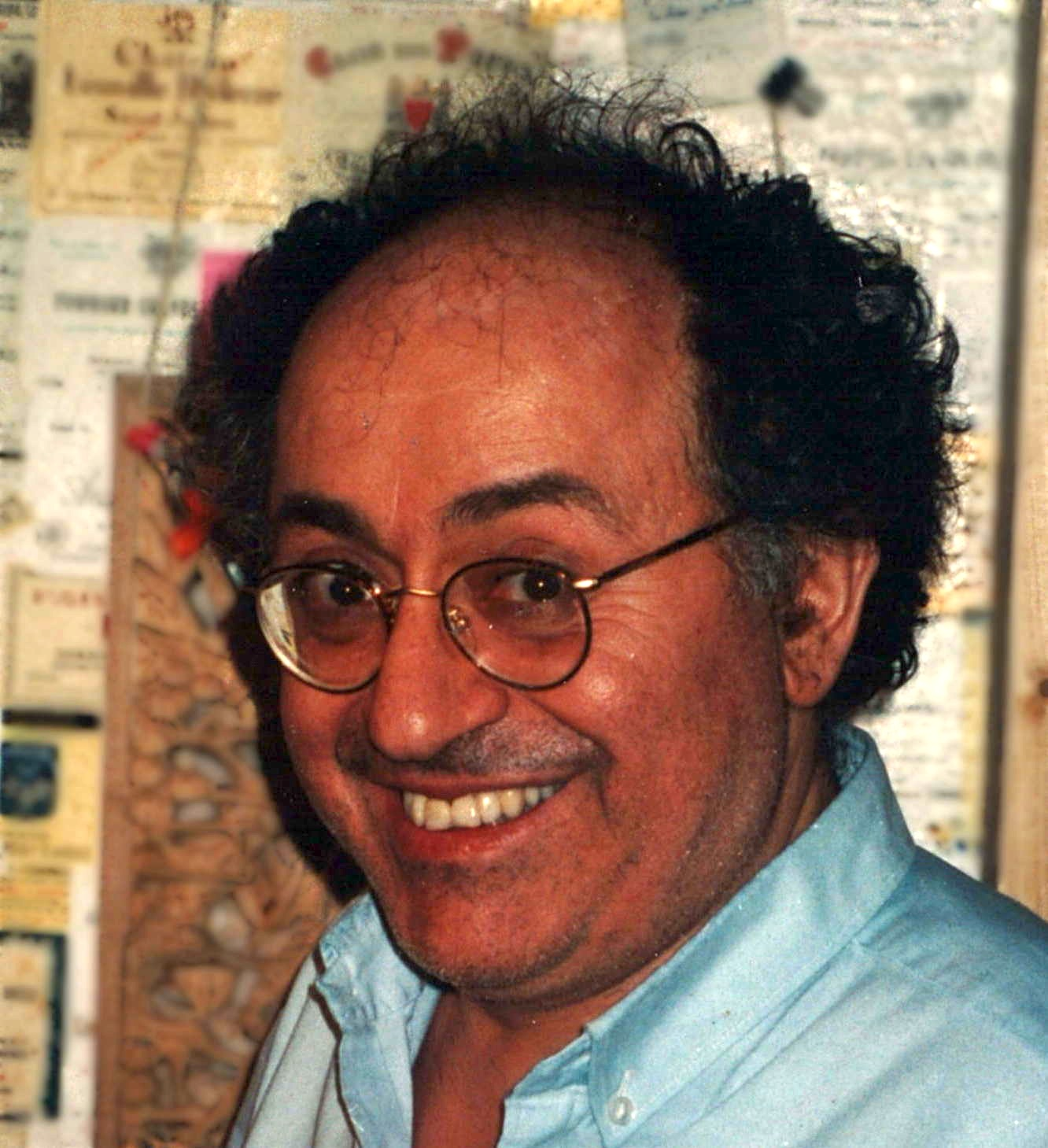
Roland Moreno (1996)

Roland Moreno (Caïro, 11 juni 1945 – Parijs, 29 april 2012) was een Frans wetenschapper. Hij kan worden gezien als de uitvinder van de chipkaart, een plastic kaart die uitgerust is met een microprocessor.
Roland heeft verschillende elektronische gadgets ontwikkeld, waaronder de basis voor de chipkaart in 1974. De chipkaart kreeg talloze toepassingen, als betaalkaart, telefoonkaart en als simkaart in mobiele telefoons. Op de chipkaart bezat Moreno meer dan 45 patenten, dat – dankzij de royalty's die andere bedrijven aan hem moesten betalen – hem een geschat vermogen van 100 miljoen euro opleverde.
Hij speelde ook enkele korte rollen in verschillende films.